# Effetto optogalvanico
L'effetto optogalvanico è un effetto fisico che si verifica in una scarica autosostenuta in un gas quando è irradiata da radiazione elettromagnetica.
Irradiando tale scarica si registra un cambiamento delle sue proprietà elettriche, in particolare un aumento o diminuzione della sua conduttività elettrica.

## Applicazioni
Questo fenomeno può dare informazioni analitiche ed è usato nella spettroscopia optogalvanica.